# Playa Banco de Oro
Playa Banco de Oro är en ort i Mexiko.   Den ligger i kommunen Santiago Pinotepa Nacional och delstaten Oaxaca, i den sydöstra delen av landet, 400 km söder om huvudstaden Mexico City. Playa Banco de Oro ligger 8 meter över havet och antalet invånare är 111.
Terrängen runt Playa Banco de Oro är huvudsakligen platt, men norrut är den kuperad. Havet är nära Playa Banco de Oro åt sydväst.  Närmaste större samhälle är Santiago Pinotepa Nacional, 18,2 km norr om Playa Banco de Oro. Omgivningarna runt Playa Banco de Oro är en mosaik av jordbruksmark och naturlig växtlighet.